# Circondario di Novara
Il circondario di Novara era uno dei circondari in cui era suddivisa l'omonima provincia.

## Storia
In seguito all'annessione della Lombardia dal Regno Lombardo-Veneto al Regno di Sardegna (1859), fu emanato il decreto Rattazzi, che riorganizzava la struttura amministrativa del Regno, suddiviso in province, a loro volta suddivise in circondari.
Il circondario di Novara fu creato come suddivisione della provincia omonima.
Con l'Unità d'Italia (1861) la suddivisione in province e circondari fu estesa all'intera Penisola, lasciando invariate le suddivisioni stabilite dal decreto Rattazzi.
Il circondario di Novara fu abolito, come tutti i circondari italiani, nel 1927, nell'ambito della riorganizzazione della struttura statale voluta dal regime fascista. Tutti i comuni che lo componevano rimasero in provincia di Novara.
Il circondario era suddiviso in quattordici mandamenti:
- Mandamento di Novara
- Mandamento di Biandrate
- Mandamento di Borgomanero
- Mandamento di Borgo Ticino
- Mandamento di Borgo Vercelli
- Mandamento di Carpignano Sesia
- Mandamento di Galliate
- Mandamento di Gozzano
- Mandamento di Momo
- Mandamento di Oleggio
- Mandamento di Orta
- Mandamento di Romagnano
- Mandamento di Trecate
- Mandamento di Vespolate